# 巴瑞·恩茲華斯
巴瑞·恩茲華斯，FRSL（1930年8月10日—2012年6月4日），是一名英國著名的歷史小說作家。

## 生平
他出身於一個礦工家庭，自小已經跟蹤父親出入礦場，21歳時從曼徹斯特大學畢業，之後開始雅典大學和伊斯坦布爾大學講學，1966年，他出版了第一本小說進入文壇，1980年，他憑《帕斯卡利島》初次入圍布克獎，該片於1988年改編成電影，由賓·京士利、查爾斯·丹斯和海倫·美蘭主演，更於當時入圍康城影展，1992年，他憑《神聖的飢餓》終於贏得布克獎，他後來又分別於1995年及2006年入圍布克獎，但都無功而還，
2012年因肺癌病逝，終年81歲。